# Иулиания Лазаревская
Иулиа́ния Ла́заревская, или Иулиания Му́ромская (урождённая Улья́на Усти́новна Недюрева, в замужестве Осорьина́; 1530-е, Плосна, Русское государство — 10 (20) января 1604 года, Лазарево, Муромский уезд, Русское государство) — святая Русской православной церкви, прославлена в лике праведных. Память отмечается 2 (15) января.

## Биография
Ульяна родилась в 1530-х годах в городе Плосне в семье землевладельцев Недюревых; её отец, Устим Васильев сын Недюрев, был ключником во Владимире у царя Ивана Грозного и упоминается в 1538—1542 годах. Когда девочке исполнилось шесть лет, умерла её мать Стефанида Григориева дщерь Лукина, и её отдали на воспитание бабушки, которая проживала в Муроме. После кончины бабушки двенадцатилетняя Иулиания переселилась в дом своей тётки.
В 16 лет была выдана замуж за муромского жителя Георгия (Юрия) Васильевича Осорьина, владевшего селом Лазаревским, прославилась благочестивой жизнью, поддержкой нищих и заключённых. Во время голода при царе Борисе Годунове продала всё своё имущество для покупки хлеба для неимущих.
Скончалась Недюрева-Осорьина 10 января 1604 года.
Героиня «Повести об Иулиании Лазаревской», написанной её сыном — Каллистратом (Дружиной) Осорьиным.

## Мощи
24 февраля 1924 года была проведена эксгумация мощей, по постановлению Народного комиссариата юстиции СССР. В раке обнаружены обгорелые фрагменты костей и мышиное гнездо.

## Почитание
После обретения чудотворных нетленных мощей Иулиании в 1614 году началось её почитание. В 1620-е или 1630-е годы её сыном Калистратом (Дружиной) Осорьиным было составлено Житие и, возможно, служба. В первой половине XVII века почитание святой было местным, охватывая Муромский, отчасти Нижегородский и ближайшие уезды. К 1649 году было задокументировано 21 чудо у её гроба.
Почитание праведной было распространено в старообрядчестве. В начале XVIII века её имя было включено Семёном Денисовым в «Слово воспоминательное о святых чудотворцах, в России воссиявших». Члены семьи Осорьиных упоминаются также в «Алфавите русских святых» Ионы Керженского под 2 января.
В 1801 году епископ Владимирский и Суздальский Ксенофонт (Троепольский) запретил служение молебнов Иулиании и её супругу. В 1867—1868 годы их вновь возобновили.
В Русской православной церкви общецерковное прославление святой произошло в 1970-е годы со включением её имени в Собор всех святых, в земле Российской просиявших, состав которого был установлен при подготовке к изданию богослужебных Миней.
Иулиании Лазаревской посвящены часовни в Лазареве и Большой Глушице, а также домовая церковь Муромского института. 